# Guardians of the Oglala Nation
Los Guardianes de la Nación Oglala ( abreviados en inglés como GOONs) fue un grupo paramilitar creado  en 1972 por la autoridad del consejo tribal Oglala Sioux, Dick Wilson debajo autoridad del perteneciente al Consejo Tribal. Operó en la reserva india Pino Ridge, perteneciente a la tribu Oglala Sioux. El grupo fue disuelto en 1976 al momento de la creación de una nueva autoridad tribal.

## Formación
El 10 de noviembre de 1972, el consejo Tribal Oglala Sioux el  pasó varias resoluciones que siguen la Agencia de los asuntos indios en Washington D. C., por miembros de AIM (una guerrilla hecha por militantes indios) después de la marcha a través de los EE. UU. Se criticó el Movimiento indio americano (AIM) para la destrucción de registros en la absorción de edificio, cuando esto adversamente afectado muchas tribus americanas nativas por la pérdida de tierra, arrendamientos, y otros registros financieros. Otra resolución autorizó fue elegir como presidente tribal a Dick Wilson, que decía "para tomar cualquier acción que  sienta sería necesario de proteger las vidas y propiedad y para asegurar la paz y dignidad de la reserva" (lugar donde residian la tribu Oglala Sioux).
Wilson pronto utilizó esta autoridad para crear una fuerza de policía privada nueva, el cual los críticos llamaron "el equipo GOON", por su acrónimo. El GOON estuvo financiado a través del gobierno tribal. En su libro sobre la tribu y reserva, autor Peter Matthiessen alega que la financiación estuvo derivada a través de malversación de un programa de seguridad de carretera federal.
Los GOONs Pronto estuvieron acusados de intimidación de, y violencia en contra, los adversarios políticos de Wilson.

## Incidente de Wounded Knee
El 27 de febrero de 1973, manifestantes locales y activistas de AIM tomaron el pueblo de Wounded Knee, Dakota del Sur en una protesta armada de su esfuerzo fallido de sustituir a Wilson de su puesto. Después de un asedio de 71 días con aplicación de ley comenzó, y finalmente las fuerzas Federales estuvieron enviadas a la reserva, ley tan Federal la aplicación tiene jurisdicción encima asuntos más serios (Terrorismo por ejemplo). Durante el asedio, GOONs se llegó a enfrentar a balazos con los ocupantes. GOONs También colocado su propio . El FBI también estrechamente colaborado con y apoyado el presidente tribal local, y su vigilantes. Señor Wilson era notorio por su corrupción y abuso de poder en la reserva.

## Después de Wounded Knee
Una reconciliación entre las fuerzas de la ley federales y los líderes de la oposición fue alcanzado en 1973. Pero la lucha entre los GOON y los militantes de AIM en la reserva continuó después del asedio de Wounded Knee. AIM afirmó que durante los siguientes tres años, más de sesenta personas murieron violentamente en la reserva, incluyendo Pedro Bissonette, director de la Oglala Sioux Civil Rights Organization (Organización de Derechos Civiles Oglala Sioux). Este número ha sido impugnado por Tim Giago, editor y editor en el periódico de Indian Country Today. los GOONs también fueron acusados de cometer asesinatos, incendios provocados, golpizas e intimidación. Las acciones armadas del GOON durante las elecciones tribales de 1974 llegaron a oídos United States Civil Rights Commission llegaron a reportar "un clima de miedo y tensión". Wilson retuvo el cargo en 1974, con quejas de intimidación, sobornos y  fraude, amenazas y otros abusos.  El grado de violencia que había llegado a la reserva sumado al conflicto abierto entre distintas facciones políticas, los residentes se hartaron de la milicia y ordenaron su disolución
Al Trimble (el presidente tribal que sustituiria a Wilson) fue elegido presidente tribal en 1976. La primera orden de Trimble fue la de disolver a los GOONs y así sucedió sin mayores incidentes. lOS GOONs están retratados en la 1992 película Thunderheart, el cual era parcialmente basado en acontecimientos históricos.